# علینقی وزیری
علینقی وزیری (۹ مهر ۱۲۶۵ – ۱۸ شهریور ۱۳۵۸) که به کلنل وزیری نیز مشهور است، موسیقی‌دان ایرانی و از پیشگامان آهنگسازی برای اجرای ارکستری موسیقی ایرانی بود. وی به جهت تأثیرات عمده‌ای که بر موسیقی سنتی ایران گذاشت، از جمله ایجاد روشی برای نت‌نویسی و شیوهٔ تدوین ردیف شهرت دارد.
وزیری در تهران به دنیا آمد و به واسطهٔ پدرش در نوجوانی وارد ارتش شد و از همین طریق با موسیقی نظامی آشنا شد. اگر چه در باقی عمرش مدت‌ها در مناصب مختلف نظامی کار کرد و حتی به درجهٔ کلنلی هم رسید، اما علاقهٔ او به موسیقی نهایتاً بر علاقه‌اش به امور نظامی چیره شد و بیشتر عمرش را صرف موسیقی کرد. او که از دانش‌آموختگان مدرسه سن لوئی در تهران بود، در حوالی سی‌سالگی به اروپا رفت و در آلمان و فرانسه آموزش موسیقی به روش غربی دید. وزیری پس از بازگشت به تهران، «مدرسه عالی موسیقی» را برای آموزش موسیقی به روش غربی بنا کرد. وی همچنین نت‌نویسی را در موسیقی سنتی ایران ترویج و دو علامت عَرَضیِ سُری و کُرُن را برای همین منظور ابداع کرد. وزیری برای اولین بار ردیف موسیقی ایرانی را به صورت مکتوب به نت درآورد و از این طریق و نیز به واسطهٔ شاگردان بسیاری که تربیت کرد، تأثیراتی ماندگار بر موسیقی سنتی ایران گذاشت.
وزیری چندین کتاب مهم در زمینهٔ موسیقی ایرانی (از جمله کتاب دستور تار و کتاب موسیقی نظری) و نیز راجع به زیبایی‌شناسی نوشت. از وزیری چند قطعهٔ ضبط شده (روی صفحه) باقی مانده‌است. به جز خلق آثار موسیقی و سرودهای متعدد، وی چندین تئاتر نیز نوشت و روی صحنه برد. او همچنین باشگاهی به نام کلوپ موزیکال برای فعالیت‌های هنری (موسیقی و نمایش) ایجاد کرد. وزیری به عنوان اولین کسی که اعتدال مساوی را در موسیقی سنتی ایرانی ترویج کرد شناخته می‌شود. ابداعات وزیری و علاقه‌اش به ترویج روش غربی آموزش موسیقی، مورد انتقاد موسیقی‌دانان هم‌عصر او و پس از او بوده‌است، اما منتقدان در این که وزیری تأثیری ماندگار بر موسیقی ایرانی گذاشته هم‌نظر هستند.

## زندگی

### کودکی و نوجوانی
علینقی وزیری در سال ۱۳۰۵ ه‍.ق (برابر با ۱۲۶۵ یا ۱۲۶۶ ه‍.ش) در تهران به دنیا آمد. پدرش موسی‌خان وزیری معروف به موسی‌خان میرپنج، سرتیپ قزاق‌خانه بود و مادرش بی‌بی‌خانم وزیری (با نام اصلی بی‌بی‌خانم استرآبادی) مؤسس «مدرسهٔ دوشیزگان» (اولین دبستان دخترانه در تهران) بود. خانوادهٔ مادر وزیری اهل بندر گز بودند. وزیری چهار برادر با نام‌های حسنعلی، علی‌اصغر، علیرضا و فتحعلی، و سه خواهر با نام‌های مولود، خدیجه و مریم داشت (که این کوچکترین خواهرش، بعدها همسر غلامحسین بنان شد). به عقیدهٔ هوشنگ شهابی، وزیری استعداد موسیقی را از مادرش به ارث برده بود چرا که بی‌بی خانم خودش تنبک می‌نواخت و برادرش نوازندهٔ تار بود.
وزیری زمانی که چهارده ساله بوده به همراه پدرش (که به ریاست قشون استرآباد منصوب شده بود) به استرآباد (گرگان) رفت و از شیپورچی‌های آن قشون نواختن شیپور را فراگرفت. همین رویداد زمینهٔ آن شد که در چهارده‌سالگی و زودتر از سن معمول، به ارتش وارد شود. وقتی وزیری به تهران بازگشت، رئیس قزاق‌خانه، ژنرال لیاخوف به وی پیشنهاد داد که شیپورچی قشون او بشود، اما وزیری که سودای افسر شدن داشت، به کمک پدرش وارد مدرسهٔ نظام شد. در پانزده سالگی نزد دایی‌اش حسین‌علی‌خان فراگیری تار را شروع کرد. وزیری تا بیست‌سالگی در ارتش بود اما در این سن و زمانی که در سفری از شیراز به تهران بود، در میانهٔ راه خبر به‌توپ‌بستن مجلس را شنید لذا به اصفهان رفت و در سال‌های پس از آن مدتی از فعالیت ارتشی به دور ماند و روی موسیقی تمرکز کرد.

### آشنایی با موسیقی غربی و شروع فعالیت‌های سیاسی
وزیری پس از بازگشت از سفر، نزد «یاورآقاخان» رفت تا از او نت‌نویسی موسیقی فرا بگیرد. او همچنین از حسین هنگ‌آفرین ساز ویولن و نت‌نویسی موسیقی غربی را فراگرفت. در این مدت وزیری پیشرفت چشمگیری داشت و به سازهای کمانچه، سنتور و ماندولین نیز مسلط شد؛ سپس به واسطهٔ یکی از دوستانش (محمد حجازی که ویولن می‌نواخت) نزد کشیشی فرانسوی به نام «پِر ژِفرُوا» که از معلمان مدرسه سن لویی تهران بود به تعلیم تئوری موسیقی و هارمونی پرداخت. وزیری پس از آن که این کشیش از ایران رفت نیز مدتی نزد «سلیمان‌خان ارمنی» (که خود از شاگردان سابق آلفرد لومر بود) به تکمیل آموخته‌های خود پرداخت و به اصرار او نواختن پیانو را فراگرفت تا مفاهیمی نظیر هارمونی، آکورد و مدولاسیون را درک کند.
در سال ۱۲۸۸ وزیری از سوی ارتش برای مأموریتی به کرج فرستاده شد. او که در خانواده‌ای مشروطه‌خواه بزرگ شده‌بود در این زمان اندیشه‌هایی انقلابی پیدا کرده بود که نهایتاً منجر به درگیری او با فرماندهٔ روس قشون کرج شد؛ و پس از آن برای فرار از محاکمه مدتی زندگی پنهانی در پیش گرفت. در این مدت او با آزادی‌خواهان آن دوران همکاری می‌کرد و برایشان اسلحه و فشنگ جمع‌آوری می‌کرد. سپس به همراه آنان و مشروطه‌خواهان در تهران به مبارزه با قزاق‌ها پرداخت.

### بازگشت به ارتش
پس از دورهٔ استبداد صغیر، وزیری دوباره به ارتش بازگشت و در سال ۱۲۸۸ به او درجهٔ کلنل (سرهنگ) اعطا شد و کنترل استرآباد، سمنان و دامغان به وی سپرده شد. اما وقتی در سال ۱۲۸۹ قوام السلطنه به وزارت جنگ منصوب شد و دستور داد که تمام افسران نظامی خلع درجه شوند و برای کسب مجدد درجه مجبور به قبولی در امتحانات نظامی‌باشند، وزیری در این امتحانات مردود شد و نتوانست درجهٔ کلنلی را دوباره به دست یابد و با تنزلِ سه درجه، به درجهٔ سلطانی (سروانی) رسید و به معاونت یکی از فوج‌های سواره‌نظام تهران منصوب شد. با این حال او نزد دوستانش به «کلنل وزیری» مشهور باقی ماند.
وزیری تا سال ۱۲۹۰ در ارتش باقی ماند و در این مدت در عملیاتی برای مقابله با لشگرکشی سالارالدوله به سمت تهران نیز نقش داشت؛ ولی در سال ۱۲۹۰ پیرو ماجرای اخراج مورگان شوستر از ایران، از شرایط کشور دل‌زده شد و برای مدتی طولانی فعالیت در ارتش را کنار گذاشت و به کارهای علمی و هنری مشغول شد.

### نگارش کتاب دستور تار و به نت درآوردن ردیف
در حد فاصل سال ۱۲۹۰ که وزیری از ارتش کناره‌گیری کرد تا سال ۱۲۹۷ که به اروپا رفت، یکی از مهم‌ترین فعالیت‌های او نگارش چند کتاب موسیقی بود. او یک شیوهٔ نت‌نویسی برای موسیقی سنتی ایرانی ابداع کرد و قصد کرد که با استفاده از آن ردیف موسیقی ایرانی را مکتوب‌سازی کند. ابتدا به سراغ آقاحسینقلی رفت اما به توصیهٔ او نزد برادرش میرزاعبدالله رفت و ظرف مدت یک سال و نیم تمام ردیف میرزاعبدالله را به نت درآورد. سپس به نزد آقاحسینقلی بازگشت تا ردیف او را هم به نت درآورد اما به خاطر خلق و خوی خاص او (که با بی‌حوصلگی همراه بود) پس از نت‌نویسیِ سه دستگاه از ردیف او (شورِ وسط دسته، ماهور و همایون) از این کار دست کشید. با توجه به این که وزیری در سال ۱۲۹۲ به روسیه سفر کرد، گمان می‌رود که او تنها دو سال (۱۲۹۰ تا ۱۲۹۲) روی نت‌نویسی ردیف‌ها کار کرده باشد. روح‌الله خالقی نیز عمدهٔ فعالیت‌های موسیقایی وزیری در این دوران را در سه سال منتهی به سفر اروپا توصیف می‌کند که به معنای فاصلهٔ سال‌های ۱۲۹۰ تا ۱۲۹۲ است. به گفتهٔ خالقی در این سه سال وزیری زندگی درویشانه‌ای گزیده بود و با فروش اثاث منزلش زندگی می‌گذراند.
وزیری همچنین در این دوره شروع به نگارش کتابی کرد که بعدها با نام دستور تار منتشر شد. از شواهد بر می‌آید که وزیری طرح کلی این کتاب را زمانی که روی نت‌نویسی ردیف میرزاعبدالله و آقاحسینقلی کار می‌کرد، تنظیم کرده باشد. اما او این کتاب را پس از سفرش به اروپا و تحت تأثیرات تعلیماتش در آنجا تکمیل کرد. کتاب دستور تار نهایتاً در سال ۱۳۰۱ ه‍.خ در برلین منتشر گردید.

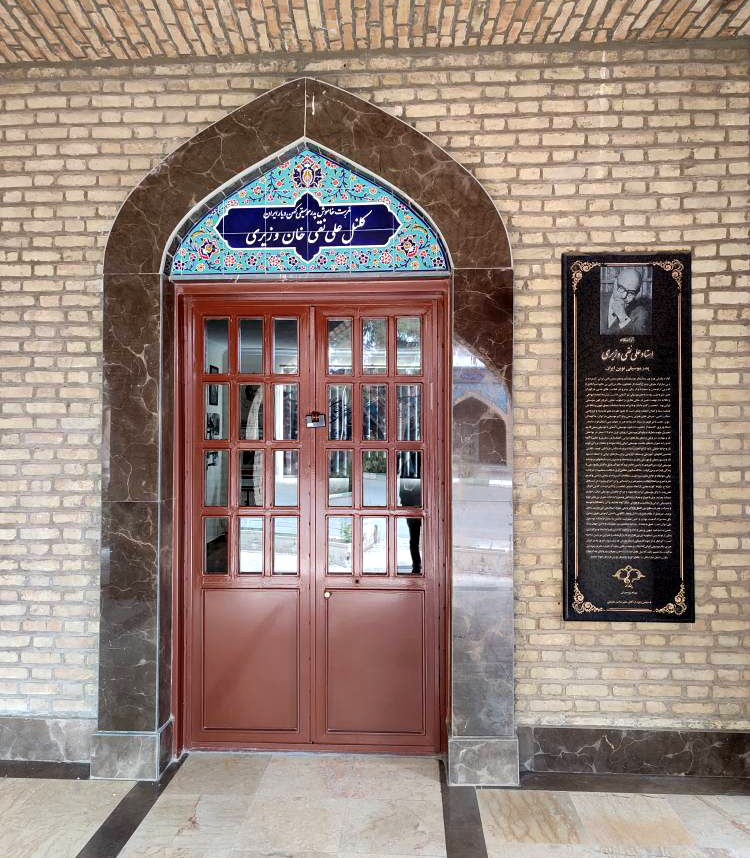
آرامگاه کلنکل علی نقی خان وزیری

### بازگشت مجدد به ارتش و سفر به روسیه
در سال ۱۲۹۲ وزیری یک بار دیگر به ارتش پیوست. این بار او مسئول تعلیم سواره‌نظام قشون قائنات شد. در همین سال دخترش «بَدرآفاق» نیز متولد شد و در ابتدا وزیری به همین دلیل از پیوستن به ارتش سر باز زد اما نهایتاً پس از دیدار با شوکت الملک (حاکم قائنات) با این امر موافقت کرد. در همان سال به پیشنهاد شوکت الملک و به همراه او به روسیه سفر کرد و در این سفر که جمعاً دو ماه طول کشید، از ترکمنستان و خراسان نیز گذر کرد و دست آخر در بیرجند ساکن شد. در این مدت او به تمرین تار نیز ادامه داد اما پس از شش ماه سکونت در بیرجند، دلتنگ خانواده شد و درخواست کرد که به تهران بازگردد. شوکت الملک به جای این کار، همسر و فرزند وی را از تهران به بیرجند آورد و وزیری تا حدود دو سال در بیرجند ماند.

### سفر به اروپا
وزیری به واسطهٔ علاقه‌ای که به موسیقی غربی داشت مایل به سفر اروپا بود اما برنامهٔ سفرش به خاطر شروع جنگ جهانی اول لغو شد. در سال ۱۲۹۵ وزیر داخلهٔ وقت، شوکت الملک را به تهران احضار کرد و وزیری و خانواده‌اش نیز به همراه او بیرجند را ترک کردند و به تهران بازگشتند. اگر چه شوکت الملک پس از آن دوباره به بیرجند بازگشت و برای وزیری هم درخواست ارتقای درجه به سرتیپی کرده بود، اما وزیری در تهران ماند و از فعالیت‌های نظامی برای همیشه کناره گرفت تا برای تحصیل موسیقی به اروپا برود. در این زمان جنگ جهانی اول به تازگی تمام شده بود. تاریخ دقیق سفر وزیری به اروپا مشخص نیست اما با توجه به قرائن موجود، حدس زده می‌شود که در زمستان سال ۱۲۹۷ بوده باشد. مصطفی‌قلی بیات وزیری را در این سفر همراهی می‌کرد؛ بیات همچنین در تأمین هزینه‌های آموزش موسیقی وزیری در اروپا کمک کرد.
وزیری از طریق روسیه و ترکیه به اروپا رفت و در پاریس مستقر شد. در آنجا وزیری ابتدا به «مدرسه عالی موسیقی» رفت اما از آنجا که او در ۳۱ سالگی از تمام دانش‌آموزان آن مدرسه مسن‌تر بود، تنها به عنوان مستمع آزاد در کلاس‌ها شرکت کرد. در آنجا او در زمینهٔ هارمونی و کنترپوان تعلیم دید و دوره‌هایی نیز برای ویولن، پیانو و آواز گذراند. همچنین مدتی نزد پل آنتونین ویدال آهنگساز و رهبر ارکستر بنام فرانسوی دوره دید. پس از صرف سه سال در فرانسه، در سال ۱۹۲۱ میلادی او به برلین رفت و در «مدرسه عالی موسیقی» پذیرفته شد و دوره‌هایی در زمینهٔ آهنگسازی و آموزش موسیقی گذارند. مدت حضور وی در آلمان دو سال بود.
در مدتی که وزیری در برلین بود، با گروهی از روشنفکران ایرانی آشنا شد که مجله‌ای با نام ارمغان منتشر می‌کردند. او اولین مقاله‌اش را با نام «صنایع مستظرفه» در همین مجله منتشر کرد. در همین زمان بود که او کتاب دستور تار را نیز منتشر کرد. وی تا سال ۱۳۰۲ در اروپا بود و در تیر ماه آن سال به ایران بازگشت.

### تأسیس مدرسه عالی موسیقی و فعالیت‌های آموزشی و پژوهشی

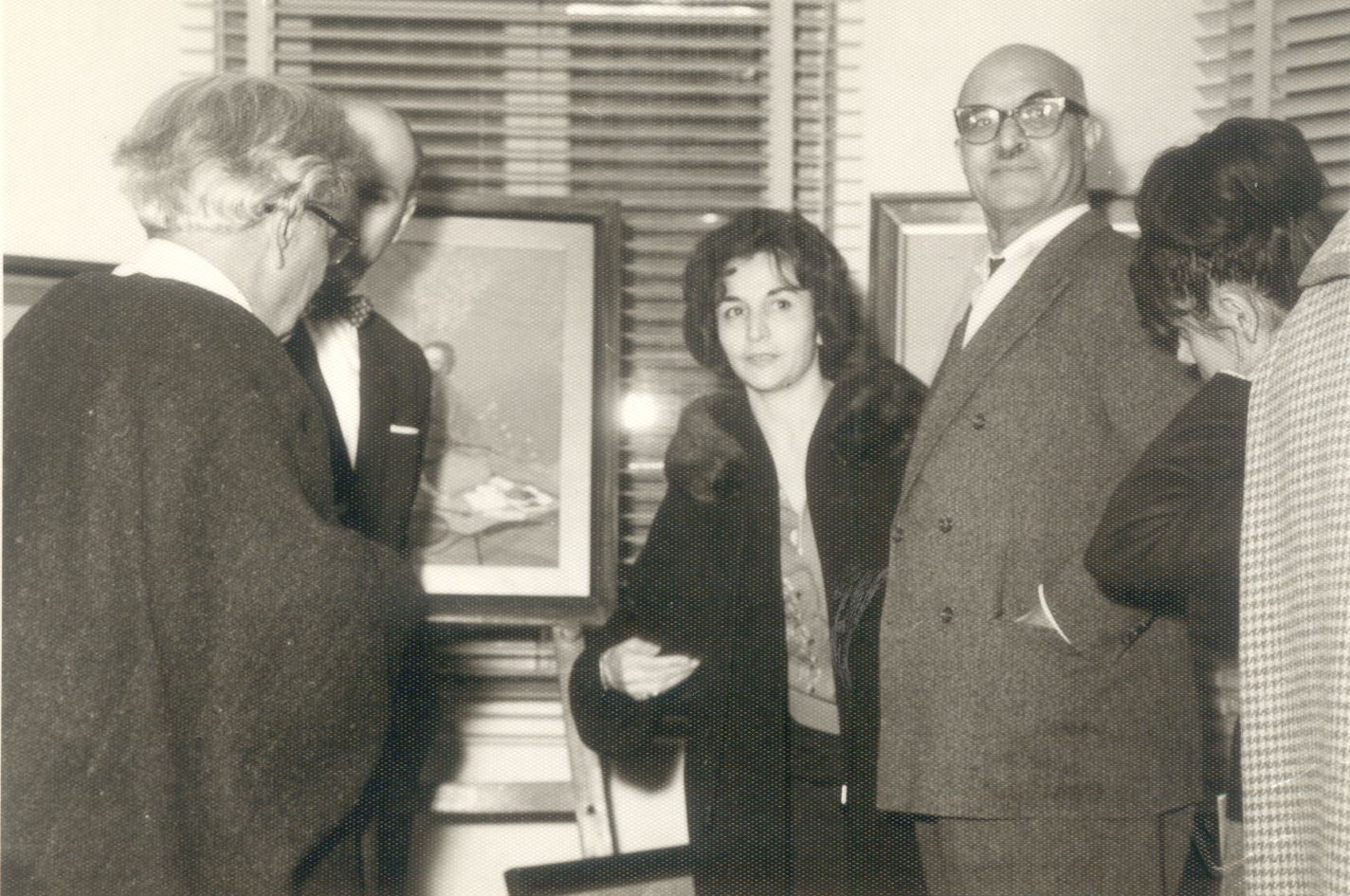
از راست به چپ: علینقی وزیری (رو به تصویر)، مهرانگیز ملاح، حسینعلی ملاح، و حسین بهزاد (پشت به تصویر)

در اسفند ۱۳۰۲ وزیری «مدرسه عالی موسیقی» را در تهران تأسیس کرد که یک آموزش موسیقی بود. در این مدرسه مباحث نظری موسیقی ایرانی و غربی آموزش داده می‌شد و به نت‌نویسی، سلفژ، وزن‌خوانی و هارمونی توجه ویژه‌ای می‌شد. تدریس تمام مباحث توسط خود وزیری انجام می‌شد ولی برای مسائل دفتری از سلیمان سپانلو که نوازندهٔ تار بود کمک می‌گرفت. از جمله اولین شاگردان این مدرسه می‌توان به اسماعیل مهرتاش، مهدی برکشلی، حسین سنجری، حسین گل‌گلاب و عبدالعلی وزیری (برادرزادهٔ علینقی وزیری) اشاره کرد.
در سال ۱۳۰۴ وزیری یک آموزشگاه تئاتر موزیکال با نام «کلوپ موزیکال» تأسیس کرد که در این کلوپ هفته‌ای یکبار با شاگردان خود کنسرت می‌داد. تعدادی از هنرمندان برجستهٔ معاصر وزیری که با دیدگاه‌های سیاسی انقلابی او همسو بودند در این کلوپ عضو بودند، از جمله علی دشتی، محمد حجازی، علی‌اکبر دهخدا، سعید نفیسی، رشید یاسمی، نصرالله فلسفی و عباس اقبال. یکی از مهم‌ترین شرکت‌کنندگان در کنسرت‌های کلوپ نیز رضاخان بود که در آن دوران نخست‌وزیر احمدشاه قاجار بود، و بعدها به همین جهت از وزیری حمایت کرد. به جز اجرای موسیقی، این کلوپ محلی برای سخنرانی‌های وزیری در مورد موسیقی نیز بود. شرکت در این سخنرانی‌ها برای هر دو جنس آزاد بود و مصداقی از تلاش‌های وزیری برای ترویج فعالیت‌های فرهنگ نزد زنان دانسته می‌شود. در سال ۱۳۰۵ هم کلاس دختران را در مدرسه عالی موسیقی راه‌اندازی کرد و کلوپ خانم‌ها را نیز به راه انداخت. مدتی بعد مدرسه‌های موسیقی پسران و دختران به منطقهٔ لاله‌زار تهران منتقل شدند؛ در این ساختمان جدید، مدرسه با سالن کنسرت تجهیز شده بود. در یکی از شب‌هایی که خانم‌ها کنسرت می‌دادند، آتشی بر پا شد که خسارت بسیار به بار آورد. این آتش‌سوزی که در سال ۱۳۰۸ رخ داد، بهانه‌ای به دست صاحب ملک کلوب موزیکال داد تا وزیری را از آنجا براند. وزیری کلوب را به مکانی در خیابان پهلوی آن زمان (خیابان ولی‌عصر امروزی) منتقل کرد اما صاحب این ملک نیز مدتی بعد به طمع اجارهٔ بیشتر و با بهانهٔ حرام بودن موسیقی، وی را از آنجا راند. وزیری بعدها این ماجرا را در گفتگویی برای مصطفی فاتح نقل کرده بود که از آن نواری ضبط‌شده موجود است.
همچنین در سال ۱۳۰۴، رضا خان (که در آن زمان نخست‌وزیر بود) در یکی از کنسرت‌های وزیری و گروهش شرکت کرد و از کار او بسیار خوشش آمد. وی از وزیری خواست که طرحی برای موسیقی به دربار ارسال کند، و وزیری در طرحش چند پیشنهاد ارائه کرد که عبارت بودند از: آموزش موسیقی در مدارس دولتی، آموزش موسیقی به بچه‌های یتیم (احتمالاً به این دلیل که این بچه‌ها والدینی نداشتند که مانع از تعلیم موسیقی توسط آنان بشوند)، تأسیس یک تالار اپرا، و آموزش سرودهای فارسی به گروه‌های موسیقی نظامی به جای آموزش مارش‌های غربی.
نزدیک شش دهه پیشتر شاخه‌ای در دارالفنون برای آموزش موسیقی نظامی به ارتشیان تشکیل شده بود، و در سال ۱۲۹۷ از دارالفنون جدا شده بود و با نام «مدرسه موزیک» شناخته می‌شد. در سال ۱۳۰۷ ریاست مدرسهٔ موزیک به وزیری محول شد و نام آن به «مدرسهٔ موسیقی دولتی» تغییر یافت و به جای تمرکز بر موسیقی نظامی، مکانی برای آموزش موسیقی به همگان شد. چند سال بعد این مدرسهٔ دولتی، با مدرسهٔ عالی موسیقی که خود وزیری تأسیس کرده بود (و خصوصی بود) ادغام شدند و حاصل آن یک کنسرواتوار موسیقی بود که دوره‌ای پنج‌ساله ارائه می‌کرد که در انتهای آن هنرجویان مدرکی معادل پایان تحصیلات متوسطه دریافت می‌کردند. تعدادی از برجسته‌ترین شاگردان پیشین وزیری، در این کنسرواتوار تدریس می‌کردند. همچنین در همین دوران وزیری به وزیر آموزش و پرورش دولت وقت پیشنهاد کرد که تئوری موسیقی و آواز جزو مفاد آموزشی دوران دبستان قرار بگیرد؛ این پیشنهاد اگر چه بلندپروازانه بود، اما چون با دیدگاه غرب‌گرایانه رضاشاه سازگار بود مورد تأیید قرار گرفت اما نهایتاً به خاطر این که به تعداد کافی معلم برای آموزش این مباحث وجود نداشت فقط در چند مدرسه در تهران اجرا و سپس ملغی شد. در این دوره وزیری مجموعه‌ای از سرودها برای اجرا در مدارس تهیه کرد؛ او این مجموعه را در ژانویهٔ ۱۹۳۴ م. (دی ماه ۱۳۱۲ ه‍.ش) منتشر کرد، که مصادف بود با جشن هزاره‌ای که دولت برای بزرگداشت فردوسی تدارک دیده بود، و اوج احساسات ملی‌گرایانه مردم. بسیاری از سرودهایی که وزیری برای مدرسه تهیه کرد برپایهٔ نیز اشعاری از فردوسی بودند و خود وزیری نیز هدفش از ساخت این سرودها را تهییج احساس ملی‌گرایی و گسترش اخلاق عمومی توصیف کرده بود.
وزیری در مدتی که مشغول به تدریس در مدارس موسیقی بود، از اجرای موسیقی خارج از کنسرت‌های کلوپ موزیکال پرهیز می‌کرد. در سال ۱۳۱۲ و در پی آن که وی از اجرای موسیقی همزمان با یک مراسم شام در دربار رضاشاه خودداری کرد، خانه‌نشین شد و به کار تحقیقی و دانشگاهی روی آورد. وزیری در همین سال رساله‌ای با عنوان «آرمونی موسیقی ربع پرده» نوشت و به واسطهٔ آن صلاحیتش برای تدریس در دانشگاه تهران تأیید شد و به تدریس در دانشسرای عالی پرداخت. او در این مدت کتاب‌های مختلفی در زمینهٔ عروض، تاریخ موسیقی، تلفیق شعر و موسیقی، آیین نمایش و زیبایی‌شناسی تألیف کرد. همچنین مؤسسه باستان‌شناسی را تأسیس کرد که خود نیز تا پایان فعالیت دانشگاهی‌اش رئیس آن بود.
همزمان با جنگ جهانی دوم و به حکومت رسیدن محمدرضا پهلوی، وزیری نیز مجدداً به مناصب برجسته‌ای گماشته شد. او ضمن حفظ مقام استادی دانشگاه، به ریاست اداره موسیقی کشور نیز منصوب شد و مدیریت بخش موسیقی رادیو تهران نیز به او تفویض گردید. همچنین مدرسهٔ موزیک (که در این زمان نامش به «هنرستان عالی موسیقی» تغییر کرده بود) در هفت سال پیش از آن توسط غلامحسین مینباشیان اداره می‌شد و موسیقی ایرانی از برنامه‌های آموزشی آن حذف شده بود، اما وزیری در سال ۱۳۲۰ برای بار دوم به مدیریت این هنرستان گمارده شد و این تغییرات را واگردانی کرد و موسیقی و سازهای ایرانی را به این هنرستان بازگرداند. در سال ۱۳۲۴ او به ریاست اداره کل موسیقی کشور (در وزارت آموزش و پرورش) منصوب شد اما یک سال بعد از این منصب کنار گذاشته شد و پرویز محمود جای او را گرفت. در همین سال (۱۳۲۵) دوران مدیریت او بر هنرستان عالی موسیقی نیز خاتمه یافت.

### ضبط موسیقی و سمفونی نفت

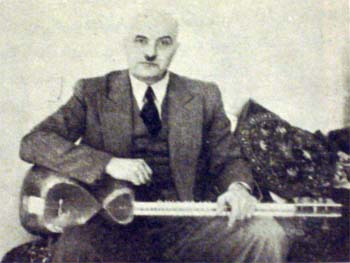
وزیری به همراه ساز تار

وزیری چند صفحه گرامافون از اجراهای موسیقی خودش (به ویژه تصنیف‌ها و سرودها) را در دهه‌های ۱۹۲۰ و ۱۹۳۰ میلادی برای فروش منتشر کرد. همچنین پس از ملی شدن صنعت نفت ایران در اسفند ۱۳۲۹، وزیری شروع به ساخت یک سمفونی به همین مناسب کرد که با نام «سمفونی نفت» منتشر شد. او این سمفونی را با ساز تار آهنگسازی کرد. سمفونی نفت آخرین اثر موسیقی ساختهٔ وزیری دانسته می‌شود.

### بازنشستگی و مرگ
آخرین مقام دولتی وزیری ریاست شورای عالی موسیقی رادیو در سال ۱۳۴۲ بود و در سال ۱۳۴۴ از خدمات دانشگاهی نیز بازنشسته شد. در دههٔ پایانی عمرش، وزیری شاهد تحولات سیاسی ایران و وقوع انقلاب اسلامی بود اما پیش از آن که موسیقی ایران پس از انقلاب دوباره رونق بگیرد، در ۱۸ شهریور ۱۳۵۸ (۹ سپتامبر ۱۹۷۹) در سن ۹۲ سالگی در خانه‌اش در دامنهٔ رشته‌کوه البرز در شمال تهران (و یا بنا بر روایتی در بیمارستان جم تهران) درگذشت. وی در آرامگاه خانوادگی خود در بهشت زهرا تهران به خاک سپرده شد.

## ابداعات و تأثیرات

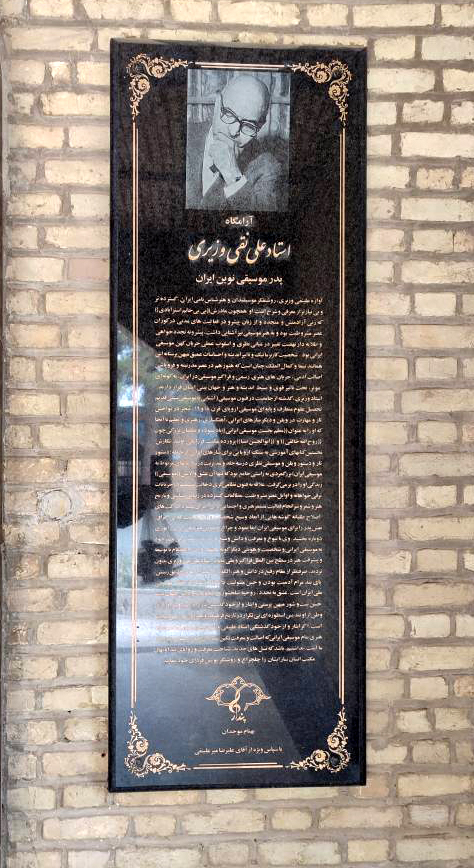
لوح یادبود وزیری در آرامگاه خانوادگی وی

وزیری اولین موسیقی‌دان ایرانی (در تاریخ معاصر) بود که برای تحصیل موسیقی به اروپا رفت و پس از بازگشتش به ایران تا مدت‌ها تنها موسیقی‌دانی بود که با تئوری موسیقی کلاسیک غرب آشنا بود و آن را ترویج می‌داد. همچنین وی با نگارش کتاب دستور تار اولین کسی بود که ردیف موسیقی ایران را به صورت مکتوب به نت درآورد.
وزیری اولین کسی بود که در موسیقی ایرانی اعتدال مساوی را معرفی کرد و ترویج داد؛ در این روش، هر اکتاو به ۲۴ ربع پرده مساوی تقسیم می‌شود. این روش امکان ایجاد هارمونی در موسیقی را فراهم می‌کرد. او این دیدگاه را اولین بار در کتاب دستور تار به‌طور مختصر شرح داد و سپس در کتاب موسیقی نظری به‌طور مفصل‌تری توضیح داد. وزیری همچنین دو علامت عَرَضی جدید برای نت‌نویسی موسیقی ایرانی ابداع کرد که آن‌ها را سُری و کُرُن نامید؛ اولی زیرایی یک نت را یک ربع پرده بالاتر می‌برد و دومی آن را یک ربع پرده پایین می‌آورد.
علینقی وزیری شاگردانی را تربیت کرد که چندی از آن‌ها در موسیقی ایران نامدار گشتند، از جمله: ابوالحسن صبا، روح اله خالقی، موسی معروفی، جواد معروفی، حسین سنجری، حشمت سنجری، عبدالعلی وزیری، علی‌محمد خادم میثاق، حسینعلی ملاح و احمد فروتن راد. او با دعوت از برخی هنرمندان هم‌دوره‌اش (نظیر علی دشتی، علی‌اکبر دهخدا، غلامرضا رشید یاسمی، بدیع‌الزمان فروزانفر و سید حسن تقی‌زاده) یک «آکادمی هنرهای زیبا» تأسیس کرد که هدفش جمع‌آوری فرهنگی از واژگان موسیقایی بود و به عقیدهٔ برخی پیش‌زمینه‌ای شد برای تشکیل فرهنگستان زبان و ادب فارسی.
وزیری همچنین بنیادی به نام «بنیاد وزیری» تأسیس کرد که هدف آن حفظ و انتشار آثار وزین موسیقی ایرانی از همهٔ موسیقیدان‌ها بود. این بنیاد که پس از درگذشت وزیری به فراموشی سپرده شده بود بعدها توسط کیوان ساکت احیا شد اما کماکان به دلیل نداشتن بودجه فعالیت مؤثری ندارد.

## نقد
منتقدان وزیری تقریباً هم‌رأی هستند که وزیری تأثیراتی ماندگار بر موسیقی ایرانی گذاشت. محمود خوشنام، موسیقی‌شناس ایرانی، از وزیری با لفظ «نیمای موسیقی ایران» (اشاره به نیما یوشیج، خالق شعر نوی فارسی که تحولی اساسی در ادبیات فارسی ایجاد کرد) یاد کرده‌است. با این حال، دیدگاه‌های وزیری در برهه‌های زمانی مختلف مورد نکوهش منتقدان نیز قرار گرفته‌است.
دیدگاه وزیری برای تقسیم گام به ۲۴ ربع پردهٔ مساوی مورد نقد بسیاری از موسیقی‌دانان معاصر او و پس از او بود. برای نمونه محمد مددپور در مقاله‌ای آن را مصداق «غربزدگی در موسیقی سنتی ایران» توصیف کرد. با این حال، برخی از موسیقی‌شناسان با اشاره به این که استفاده از اعتدال مساوی در موسیقی عربی نیز از زمان میخائیل مشاقه رو به رواج بوده‌است این انتقادها را پاسخ گفته‌اند. هرمز فرهت نیز این روش را کاملاً با موسیقی ایرانی ناسازگار نامیده‌است.
تلاش‌های وزیری برای آموزش موسیقی به سبکی متأثر از موسیقی کلاسیک اروپایی، مورد نقد برخی از موسیقی‌دانان سنتی قرار گرفت. از جمله منتقدان سرسخت او ابوالقاسم عارف قزوینی بود که در روزنامه‌های مختلف مجموعه‌ای از مقالات علیه او نوشت. گروهی دیگر از موسیقی‌دانان سنتی نیز، که تنها با آموزش موسیقی به روش سینه به سینه و بدون استفاده از نت‌نویسی آشنا بودند، تأکید وزیری بر نت‌نویسی موسیقی ایرانی و تدقیق در مسائل نظری را مغایر با اصول آموزشی موسیقی می‌دانستند. یکی دیگر از منتقدان سرسخت او غلامحسین مین‌باشیان بود؛ او که از نظامیان درباری بود، برخلاف وزیری به امکانات و حمایت دولتی دسترسی داشت و از آن برای تحت فشار گذاشتن وزیری و شاگردانش (همچون ابوالحسن صبا و روح‌الله خالقی) استفاده می‌کرد؛ به گفتهٔ حسین علیزاده، مین‌باشیان در کنار گذاشته شدن وزیری از مدرسه عالی موسیقی نقش داشت. از بین موسیقی‌دانان حال حاضر ایران، محمدرضا لطفی یکی از منتقدان شاخص سبک وزیری است و در نکوهش دیدگاه او و پیروی‌های شاگردانش همچون خالقی، مطالبی را طرح کرده‌است.
سبک موسیقی وزیری نیز، که در آن از پرش‌های غیر معمول، هارمونی‌های سه یا چهارصدایی، و فواصل کروماتیک که در موسیقی ایرانی معمول نبود استفاده می‌کرد، مورد نقد بود و توسط موسیقی‌دانان سنتی «بیگانه» تلقی می‌شد. از این گذشته، زمانی که بابت این قضیه به او انتقادی می‌شد، وزیری با آن منتقدان سرسختانه برخورد می‌کرد، آن‌ها را هنرمند نمی‌دانست و موجب رنجش آنان می‌شد. محمدرضا لطفی به نقل از روح‌الله خالقی (که شاگرد برجستهٔ وزیری بود) چنین می‌نویسد که «کلنل با تمام تیزهوشی و تجربه، متوجه نشد که اهل موسیقی را نباید رنجانید.»

### خلق و خو
برخی از افرادی که کارهای وزیری را نقد کرده‌اند، به خلق و خوی وزیری نیز اشاراتی داشته‌اند. هرمز فرهت در مدخلی که راجع به وزیری در دانشنامه ایرانیکا نوشت، او را فردی بسیار پرانرژی و منضبط توصیف کرده‌است که ورزش روزانه را حتی تا سنین پیری نیز ادامه داد. وی همچنین وزیری را دارای شخصیتی بسیار اثرگذار توصیف کرده که به فرهنگ غربی علاقه داشت و تلاش می‌کرد که ایران را از عقبگرد فرهنگی نجات دهد. روح‌الله خالقی نیز با واسطه از زبان همسر وزیری چنین نقل می‌کند که گاهی وزیری صبح پس از ورزش صبحگاهی به گوشهٔ صندوق‌خانه می‌رفت و ساز می‌زد و چنان بر ساز زدن متمرکز می‌شد که تا غروب متوجه احساس گرسنگی نمی‌شد و غذا نمی‌خورد و حتی پس از آن هم باز به تمرین تار ادامه می‌داد. انضباط وزیری تنها به زندگی شخصی‌اش محدود نمی‌شد بلکه در آموزشگاه موسیقی نیز منعکس می‌شد، چنان‌که ساسان سپنتا از پدرش عبدالحسین سپنتا نقل می‌کند که زمانی که رابیندرانات تاگور به ایران آمد و از آموزشگاه موسیقی وزیری بازدید کرد، نظم و ترتیب این مدرسه و آراستگی فضای آن را مورد تشویق قرار داد.
وزیری از نظر داشتن یک شخصیت کاریزماتیک نیز زبانزد بود. حسین علیزاده چنین می‌گوید که حضور قدرتمند وزیری بر موسیقی‌دانانی که در زمان او صاحب سبک و صاحب نظر بودند نیز اثرگذار بود چنان‌که بر علی‌اکبر شهنازی و حتی درویش‌خان (که از استادان خود وزیری بود) نیز تأثیر گذاشت.

## زندگی شخصی
وزیری اولین بار در ۱۹ سالگی ازدواج کرد. از این ازدواج تنها یک فرزندِ دختر به نام بدر آفاق (زادهٔ ۱۹۰۹ م) باقی ماند. بدر آفاق بعدها با حسینعلی ملاح ازدواج کرد که ده سالی از او کوچکتر بود؛ ملاح از پیروان سرسخت وزیری بود و بعداً خود تبدیل به یک موسیقی‌شناس شد. زمانی که وزیری به اروپا سفر کرد از همسرش اختر خانم جدا شده بود. در سال ۱۹۳۷ م. با عذرا حجازی (خواهر محمد حجازی) ازدواج کرد.

## آثار
از وزیری آثار متعددی به شکل مکتوب و صوتی بر جای مانده‌است.

### آثار مکتوب
- دستور تار و تعلیمات موسیقی، ۱۹۲۲ میلادی، برلین
- موسیقی نظری (در سه جلد برای دورهٔ متوسطه)، ۱۳۱۳، تهران
- نظری مفصل به موسیقی غربی و آکوردشناسی، ۱۳۱۳، تهران
- آرمنی موسیقی ربع‌پرده‌ای، ۱۳۱۴، تهران
- دستور ویولن برای دوره مقدماتی، ۱۳۱۵، تهران
- دستور ویولن شامل آوازهای ایرانی، ۱۳۱۵، تهران
- سرودهای مدارس «از پندهای سعدی»، ۱۳۱۶، تهران
- سه پیشاهنگ، ۱۳۱۶، تهران
- جوجه اردک زشت، ترجمه، ۱۳۱۷، تهران.[۸۱]
- خواندنی‌های کودکان، ۱۳۲۶، تهران
- مرال جنگل، ۱۳۲۸، تهران
- زیباشناسی در هنر و طبیعت، چاپ دانشگاه تهران، ۱۳۲۹
- زیباشناسی تحلیلی اثر پی یر گاستالا، ترجمه توسط وزیری، چاپ دانشگاه تهران، ۱۳۲۶
- تاریخ عمومی هنرهای مصور، چاپ دانشگاه تهران، ۱۳۴۶
- مکتب سه‌تار، بازنویسی و ویرایش: سپنتا حامدی‌نژاد، انتشارات ماهور، ١۴٠٢

علاوه بر آثار فوق، مجموعه‌ای از سخنرانی‌های وزیری در زمینه هنر و زیباشناسی توسط سعید نفیسی جمع‌آوری و در قالب کتابچه‌ای به نام «در عالم موسیقی و صنعت» در سال ۱۳۰۳ یا ۱۳۰۴ منتشر شد.

### آثار صوتی
- آثار بدون خواننده (شامل مارش ظفر، مارش لشکر جنوب، مارش ایران، مارش اصفهان، بندباز، دخترک ژولیده، ژیمناستیک موزیکال، حاضرباش، رقص دختر من، والس دو نامزد، سمفونی شوم، سمفونی نفت)
- سرودها (از جمله سرود ورزشکاران، سرود ای وطن، سرود پاینده ایران، مارش حرکت، سرود مهر ایران، سرود خاک ایران، و چند سرود برای مدارس)
- ترانه‌ها (شامل وصال دوست، مشتاق و پریشان، حسن عهد، اهل دل، کنار گلزار، اسرار عشق، موسم گل، راه وصال، صحبت دل، بهار، سوز من، بسته دام، ره عشق، پاداش، جدایی، دو بلبل)
- ترانه‌های کودکانه (شامل گنجشک محبوس، کودک یتیم، مادر، تاتی تاتی)
- آثار غنایی (شامل خریدار تو، گوشه نشین، شکایت نی، نیم شب، دلتنگ، دو عاشق، ناامید، و چند اثر دیگر روی اشعاری از سعدی، مولوی، حافظ و حسین گل‌گلاب)

### آثار نمایشی
- اپرت گلرخ
- اپرت شوهر بدگمان
- اپرت دایی کچل
- آثار درام (شامل دختر ناکام، جدایی، کودک یتیم)
- نمایشنامه‌ها (شامل تشک پر قو، خانم خوابند)
- پانتومیم‌ها (دزدی بوسه و لاسی‌ها)

## یادداشت
1. ↑  سال تولد او بر اساس سندی که در زمان ۳۲ سالگی اظهار کرده محاسبه شده‌است و به دلیل اختلاف طول سال‌های شمسی و قمری، در بین منابع بین سال‌های ۱۲۶۵ و ۱۲۶۶ شمسی اختلاف است؛ احتمال داده می‌شود که ۱۲۶۶ ه‍.خ عدد درست‌تر باشد.[۱] با این حال نصیری‌فر تاریخ تولد او را دقیقاً ۹ مهر ۱۲۶۵ ذکر کرده‌است.[۲]
2. ↑  Pere Geffroie
3. ↑  Ecole Superieure de Musique
4. ↑  Paul Antonin Vidal
5. ↑  Hochschule fur Musik